# Sarah Sophia Banksová
Sarah Sophia Banksová (28. října 1744 – 27. září 1818) byla anglická sběratelka, sestra botanika Josepha Bankse. Její sbírka byla tvořena především mincemi, medailemi, žetony, uměleckými tisky a spotřebními tiskovinami. Je k vidění v Britském muzeu, numismatickém muzeu The Royal Mint Museum a v Britské knihovně.

## Život
Sarah Banksová byla dcerou Williama Bankse, právníka a člena parlamentu. Své dětství strávila v Lincolnshire. Svoji sbírku začala pravděpodobně v pubertě, okolo roku 1760 podle datovaných módních obrázků.
Během let 1768 a 1771 korespondovala s bratrem Josephem Banksem, který byl na plavbě s kapitánem Jamesem Cookem. Po jeho návratu do Londýna mu pomohla zorganizovat sesbírané exempláře. Během této doby bydlela u matky v Chelsea. Kromě sběratelství se věnovala i jiným koníčkům, jako jsou závody na koních, tanec, divadlo, hudba, heraldika, šachy a lukostřelba. Lukostřelbě a rybaření se věnovala i v pozdějších letech.
Od roku 1777 bydlela s bratrem a jeho manželkou Dorotheou. Jelikož bratr byl ředitelem Královské společnosti, dostala se do vědeckých kruhů. Získávala kontakty, díky kterým mohla rozšířit jak svojí sbírku, tak i bratrovu.
Zemřela v září 1818 na následky nehody kočáru při cestě domů.

## Sbírka
Sbírka Sarah Banksové je unikátním pohledem do života šlechty 18. století. Sbírala soudobé věci, jako vstupenky do divadla, navštívenky, účtenky, novinové útržky i reklamy.
Zajímala se jak o místní, tak i o mezinárodní vývoj. Osobně necestovala, ale přátelé ji ze svých cest přinášeli věci do sbírky. Například Mungo Park předal Banksové kauri, které dostal od bambarského krále.
Sbírku měla systematicky organizovanou a dokumentovanou v albech. Například, mince třídila geograficky a poté podle vládce a kovu. Zaznamenávala si i vše, co o daných předmětech zjistila, a to ať v novinách, tak i z vyprávění lidí, od kterých je získala.